# Tommy Quickly
Tommy Quickly (né Thomas Quigley le 7 juillet 1945 à Liverpool) est un chanteur britannique. Managé par Brian Epstein au début des années 1960, il perce à Liverpool à la même époque que les Beatles (qui lui fournissent un simple, Tip of My Tongue (en)) et arrive en 33e position des charts britanniques en octobre 1964 avec Wild Side Of Life. Il arrête finalement sa carrière l'année suivante.

## Simples
- Tip of My Tongue (en) (Lennon–McCartney) / Heaven Only Knows (août 1963, Piccadilly Records 7N 35137)
- Kiss Me Now / No Other Love (1963, Piccadilly 7N 35151)
- Prove It / Haven't You Noticed (1964, Piccadilly 7N 35167)
- You Might As Well Forget Him / It's As Simple As That (1964, Piccadilly 7N 35183)
- Wild Side Of Life / Forget The Other Guy (octobre 1964, Pye 7N 15708) UK #33
- Humpty Dumpty / I'll Go Crazy (décembre 1964, Pye 7N 15748)